# 西德尼·谢尔顿
席尼·薛爾顿（Sidney Sheldon，也译：席尼·薛爾頓，1917年2月11日—2007年1月30日）是一位美国作家，他一生共创作18部小说，其中许多作品都是畅销书，全世界累计销售至今已达3亿册。西德尼·谢尔顿也是一位成功的剧作家和电影编辑：包括为百老汇音乐剧、好莱坞电影以及电视连续剧创作剧本，而他在这三个领域还分别获得各自的最高奖项——托尼奖（1959年，音乐剧《Redhead》），奥斯卡最佳原创剧本奖（1947年，《单身汉与时髦女郎》，The Bachelor and the Bobby-Soxer），艾美奖（《我爱珍妮》，I Dream of Jeannie）。

## 生平
西德尼·谢尔顿生于美国芝加哥市的一个平民，曾入读西北大学，因贫困辍学。后入伍美国空军，作为飞行员参加第二次世界大战。2007年1月30日，因肺炎并发症在加利福尼亚州高尔夫胜地幻象山庄的艾森豪威尔医疗中心去世，终年八十九岁。

## 作品
小说
- 《裸顏》（The Naked Face）（1970）

黑龙江朝鲜民族出版社1985《裸脸》，作家出版社1988《假面》。
- 《午夜情挑（英语：The Other Side of Midnight）） (1973)

甘肃人民出版社1985《午夜情》，海南人民出版社1985《狰狞的夜》，甘肃人民出版社1986《情与仇》，百花文艺出版社1989《罪恶与爱情》，中国藏学出版社1994《午夜情挑》），译林出版社2007《午夜的另一面》。
- 《镜中陌客》A Stranger in the Mirror (1976)  吉林人民出版社1988《明星的坠落》，黑龙江人民出版社1988《镜子里的陌生人》，宝文堂书店1988《镜子里的陌生人》，北京日报出版社1989《罪孽的诱惑》，译林出版社2007《镜子里的陌生人》。
- 《血族》Bloodline (1977)  陕西人民出版社1983《血缘》，湖南人民出版社1984《血缘》，安徽文艺出版社1986《继嗣佳人》，中国藏学出版社1994《血族》，译林出版社2007《朱门血痕》。
- 《天使之怒》Rage of Angels (1980)  江苏人民出版社1982，德宏民族出版社1995，译林出版社2007《天使的愤怒》。
- 《遊戲高手》Master of the Game (1982)  黑龙江朝鲜民族出版社1985《女强人》，安徽文艺出版社1986《滴血的钻石》，黄河文艺出版社1986《谋略大师》，鹭江出版社1987《赛场老手》，湖南人民出版社1987《竞技场上的女人》，中国藏学出版社1994《游戏高手》，译林出版社2007《谋略大师》。
- 《倘若明天來臨》If Tomorrow Comes (1985)  漓江出版社1986《假若明天来临》，上海文化出版社1986《来自地狱的女人》，海南人民出版社1986《有朝一日》，译林出版社2007《假如明天来临》。
- 《诸神的風車》Windmills of the Gods (1987)  春风文艺出版社1987《魔鬼的罗网》，黑龙江朝鲜民族出版社1987《特殊使命的女人》，江苏文艺出版社1987《魔鬼的风车》，宁夏人民出版社1988《上帝的风车》，译林出版社2007《众神的风车》。
- 《時間之砂》The Sands of Time (1988)  湖南人民出版社1988《四修女》，法律出版社1989《险恶的逃亡》），哈尔滨出版社1989《落难的修女》，中国藏学出版社1994《时间之砂》。
- 《子夜的回忆》Memories of Midnight (1990)（《子夜的另一面》续集） 译林出版社1991《午夜魂》，浙江文艺出版社1991《子夜的回忆》。
- 《世界末日陰谋》The Doomsday Conspiracy (1991)  中国文联出版公司1991《世界末日阴谋》，译林出版社1992《世界末日的阴谋》，四川文艺出版社1995《末日追杀》。
- 《命運之星》The Stars Shine Down (1992)  译林出版社1994。
- 《世无定事》Nothing Lasts Forever (1994)  译林出版社1996。
- 《祸起萧墙》Morning, Noon and Night (1995)  译林出版社1996。
- 《恶魔的游戏》The Best Laid Plans (1997)  译林出版社1998《天衣无缝》。
- 《告诉我你的梦》Tell Me Your Dreams (1998)  译林出版社2000。
- 《灭顶之灾》The Sky is Falling (2001) （《恶魔的游戏》续集） 译林出版社2001。
- 《你怕黑吗》Are You Afraid of the Dark? (2004)  译林出版社2007。
- Chootad is Falling (2005)

```
 《狂女》 中国戏剧出版社
```

自传
- 《我的另一面》The Other Side of Me (2005)